# Ігнацій Ян Падеревський
Ігнацій Ян Падеревський (пол. Ignacy Jan Paderewski, 6 листопада (18 листопада) 1860, Курилівка, Подільська губернія, Російська імперія (нині Хмільницький район, Вінницька область, Україна) — 29 червня 1941, Нью-Йорк) — польський піаніст, диригент, композитор, філантроп, політик, державний діяч.

## Біографія

### Рід Падеревських
Важливим джерелом для дослідження біографії Іґнація Яна Падеревського є справа про дворянське походження роду Падеревських, що зберігається у фонді Волинських дворянських депутатських зборів. Згідно з цим документом, історичні корені роду ведуть із Дрогицької землі, (сучасне Підляське воєводство), де вперше в документі від 1607 року згадується чесник дрогицький Юзеф Падеревський. До кінця XVIII століття рід Падеревських проживав на Дрогичинщині у власному маєтку і лише після його втрати мігрував на Волинь та Поділля. 10 березня 1802 року Падеревські були внесені до 6-ї частини родовідної книги дворян Волинської губернії.

### Ранні роки
Народився в селі Курилівка Хмільницького району Вінницької області 6 (18) листопада 1860 року. 28 листопада 1860 року був охрещений у парафіяльному костелі Пресвятої Трійці м. Хмільник. Мати померла невдовзі після народження Ігнація і його разом із сестрою виховував батько. У 1863 році батько Ігнація брав участь в антиросійському повстанні, за що на рік був ув'язнений у Києві. Повернувшись з ув'язнення в 1865 році, батько вирішує переселитися з Поділля, оскільки була загроза репресій з боку влади. Сім'я приїжджає до села Судилків Шепетівському районі Хмельницької області, яке на той час було містом, де перебуває з 1865 по 1872 роки. Батько ще раз одружується. Відомо, що в цьому селі в 1875 році у Гната з'явився рідний брат (по батькові) Йосип, який у майбутньому став знаним педагогом. Пізніше велику роль в освіті Ігнація зіграв товариш його батька, учасник антиросійського повстання 1830 року Міхал Бабинський.
У 1872–1878 роках навчався у Варшавському музичному інституті, де був учнем Юліуша Янота. По закінченню підробляв грою на вечірках, компонуванні та виконанні власних пісень, а також приватними уроками. У 1880 році він одружився з Антоніною Корсак, яка, однак, померла 1881 року, залишивши Ігнація з маленьким сином Альфредом. Того ж року Падеревський поїхав на стажування до Берліна.

### Музична кар'єра

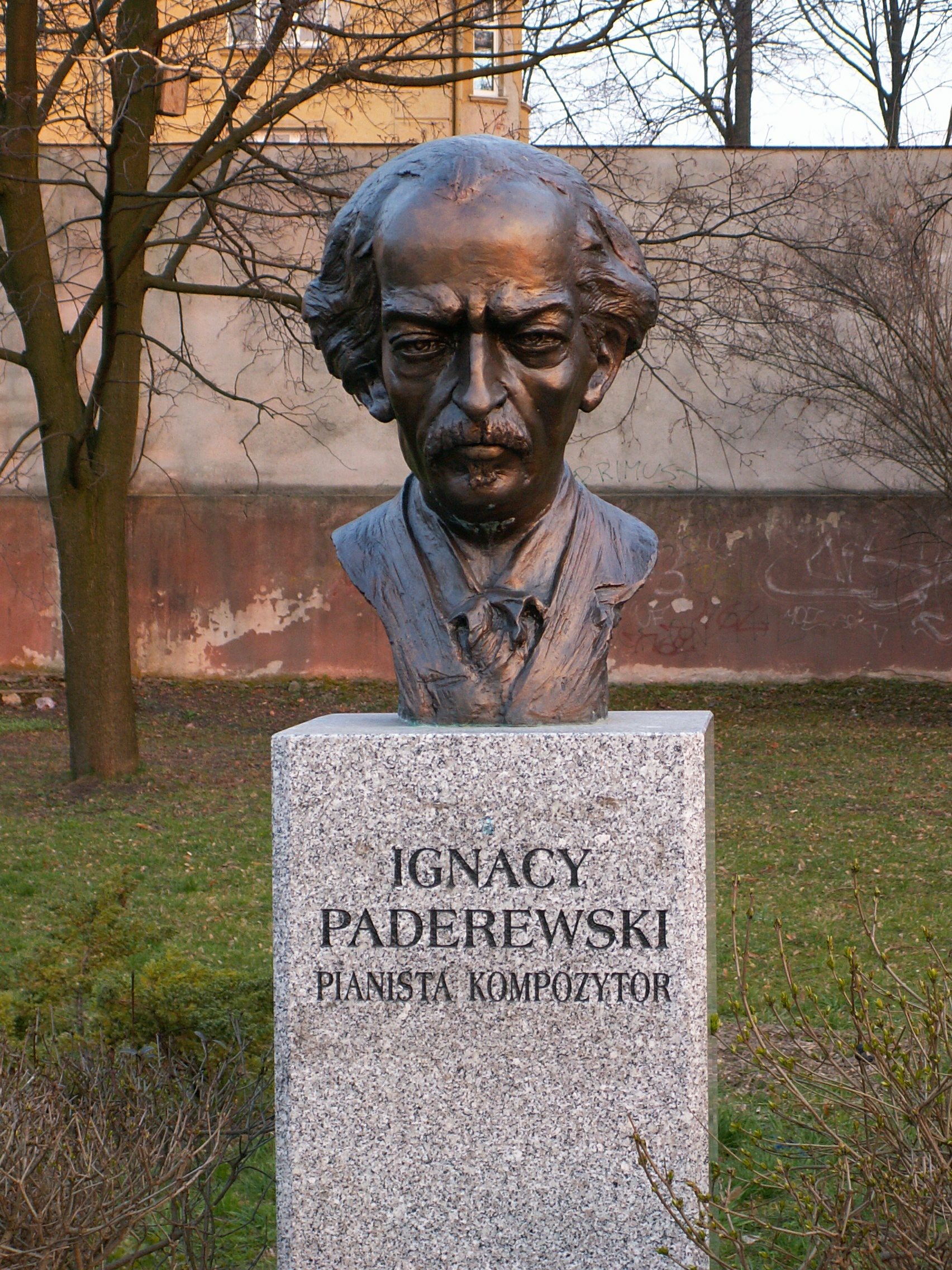
Погруддя І.Падеревського на алеї Слави (м. Кельці)

За кордоном Падеревський зустрів визначну польську артистку Олену Морджеєвську. Захоплена його талантом, артистка допомогла Ігнацію грошима, завдяки чому він зміг продовжити навчання у Відні під керівництвом Теодора Лешетицького. Він же пізніше допоміг Падеревському працевлаштуватись у Страсбурзі. 1887 року Падеревський дебютував як піаніст, а 1888 року відбувся його перший великий концерт у Парижі. Там він познайомився і подружився з композитором Камілем Сен-Сансом.
Пізніше деякий час він жив у Лондоні, де давав концерти, зокрема перед королевою Вікторією. Значний успіх мало його перше турне по США у 1891–1892 роках, де його називали найбільшим за всіх, метром, королем піаністів, чаклуном клавіатури. У російській газеті за 1899 рік «Петербург» писали: «Він зазнав овацій, яких не зазнав жоден із артистів на концертній естраді, його закидали квітами та вінками». Маестро викликав захоплення також і своєю зовнішністю. Довге руде волосся, аристократичність, невимушеність, елегантність, витонченість манер. Молоді музиканти намагалися копіювати і наслідувати його, особливо в плані зовнішнього вигляду, стилю одягатися.
1899 року Падеревський одружився з Оленою Гурською. Подружжя оселилося в селищі Моргес, неподалік Лозанни (Швейцарія), а також придбали маєток в Малопольському воєводстві.
Наприкінці століття Падеревський створив свою єдину оперу, «Манру», що була поставлена в 29 травня 1901 року у Дрездені, а невдовзі — у Львові. 1902 року опера 9 разів була поставлена в Метрополітен-опера, ставши єдиною оперою польського композитора, що була поставлена в цьому театрі.

### Політична кар'єра

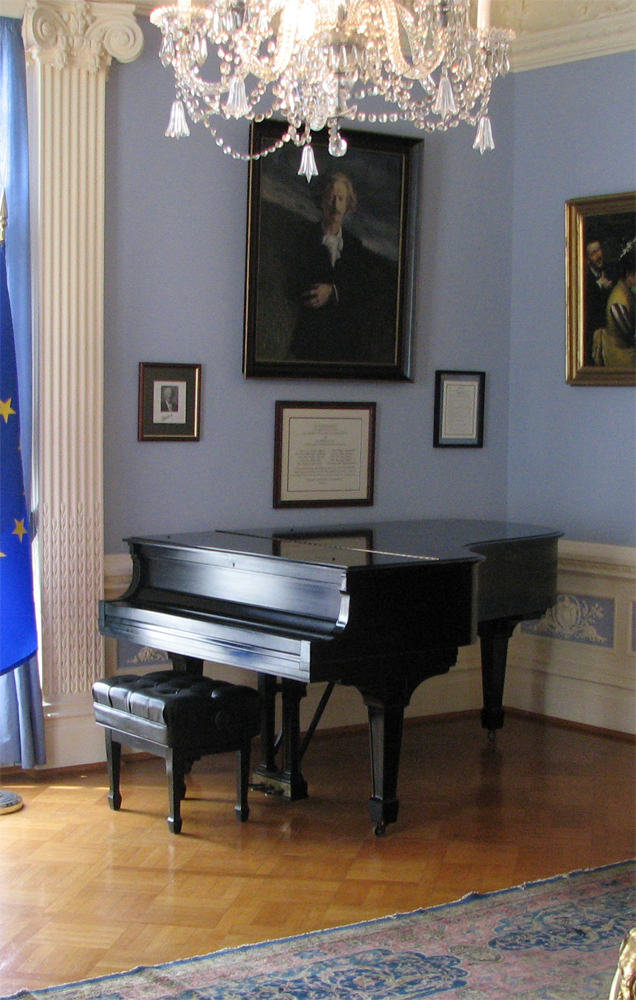
Рояль І.Падеревського, подарований польському посольству у Вашингтоні

Політична діяльність Ігнація Падеревського почалася 1908 року, коли на його прохання скульптор Антоній Вівульський створив пам'ятник на честь перемоги польських військ у Грюнвальдській битві. 1910 року монумент був представлений у Кракові в присутності понад 150 тисяч осіб, де сам Падеревський виголосив промову, в якій відстоював ідею незалежності Польщі.
З початком Першої світової війни, використовуючи свою популярність на Заході, Падеревський почав проводити широку дипломатичну діяльність у польських інтересах. Зокрема організував фонд допомоги жертвам війни i був одним із співзасновників комітетів допомоги полякам у Лондоні, Парижі, а в 1915 році разом з Г. Сенкевичем також у Швейцарії. Того ж року виїхав до США, де продовжив політичну діяльність. Перед кожним своїм виступом він говорив про незалежність Польщі.
Невдовзі йому вдалося зблизитися з радником президента США Вільсона Едвардом Хаузом. Пізніше зустрівся з самим президентом, якому у січні 1917 року направив меморандум стосовно становища Польщі. Можливо, це зіграло не останню роль у включенні питання становлення незалежної польської держави у чотирнадцятьох пунктах Вільсона. В серпні 1917 року став представником Польського народного комітету у США, очолюваного Романом Дмовським.
З поверненням на батьківщину Юзефа Пілсудського, який доручив формувати уряд Є. Морачевському, наприкінці 1918 року до Польщі повернувся і Падеревський. Прибуття Падеревського до столиці підтримало настрій повстанців 1919 року. У Варшаві Падеревський зблизився з Пілсудським, ставши посередником між ним і табором Дмовського, а 16 січня 1919 року став прем'єром, виконуючи також функції міністра закордонних справ. Проводив загарбницьку політику щодо Західноукраїнської народної республіки, яка закінчилася цілковитою окупацією Галичини в липні 1919 року. В серпні, за його безпосередньої участі, відбулася фальсифікація псевдодоговору між УНР та Польщею щодо встановлення західного кордону. Під час зустрічі з лідерами держав Антанти, назвав українців та литовців "примітивними".
Разом з Р. Двомським Падеревський представляв Польщу на конференції в Парижі, що закінчилася підписанням Версальського договору, яким завершилася І світова війна. Падеревський підтримав Тадеуша Розвадовського у його планах створення Американського легіону, який мав боротися в Польщі проти більшовиків. У висліді цих дій постала польсько-американська авіаційна ескадра імені Т. Костюшка. Падеревському не вдалося досягти всіх цілей польської сторони, але він показав себе здатним парламентарем і дипломатом. У той же час його безпартійний уряд критикували і ліві i праві. Падеревський розумів, що його уряд є тимчасовим, і в грудні 1919 років пішов у відставку. Потому виїхав до Швейцарії, де на деякий час відійшов від політики.
Однак вже в 1920 році повернувся на батьківщину в розпал польсько-радянської війни. Він став посланником польського уряду до Ліги Націй, цю функцію, проте, виконував лише до 1921 року. За цей час, не зважаючи на обіцянку Падеревського представникам Антанти не використовувати Армію Геллера, остання почала повномасштабний наступ проти військ ЗУНР, чим призвела до поразки останньої. А пізніше саме домаганнями Падеревського отримала можливість окупувати Східну Галичину.

### Міжвоєнні роки

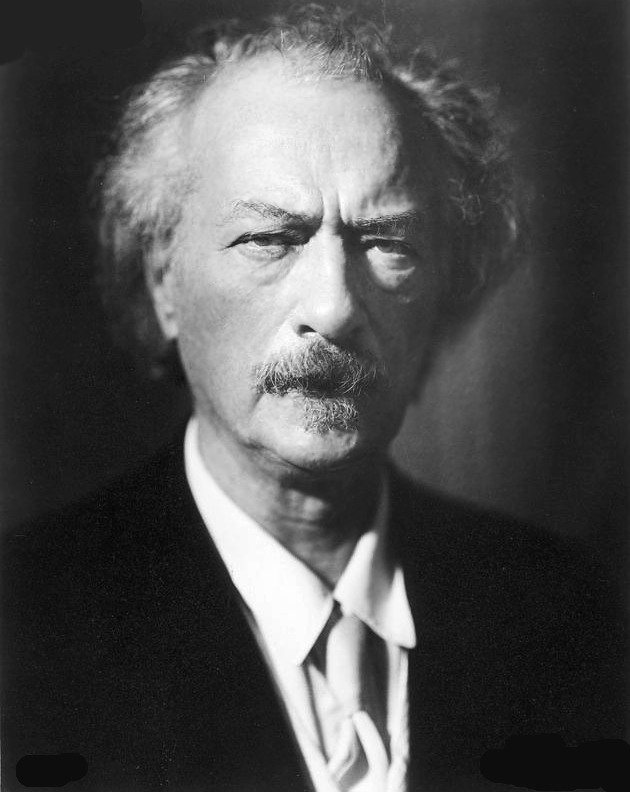
Ігнацій Ян Падеревський, 1930-ті роки

У 1922 році знову виїхав до США, де повернувся до концертної діяльності. Концертне турне принесло йому астрономічну на той час суму — 500 тис. доларів. Пізніше він також зайнявся благодійністю, зокрема 1932 року виступ Падеревського на Медісон-сквер-гарден зібрав 16 тисяч глядачів, гроші від концерту він передав безробітним американським музикантам. У ці роки Падеревський отримав чимало почесних титулів, зокрема британський король Георг V надав йому титул лорда.
По смерті Пілсудського 1935 року Падеревський разом з Владиславом Сікорським став співзасновником організації Front Morges. Ця організація була опозиційно налаштована проти авторитаризму, головною її метою була демократизація польського життя, а Падеревський навіть розглядався як кандидат у президенти Польщі.
З початком Другої світової війни Падеревський увійшов до складу уряду Польщі в екзилі. Він був головою Національної ради Польської Республіки в Лондоні, яка замінила сейм у вигнанні. У 1940 році, попри погіршення стану здоров'я, виїхав до США, де його діяльність була спрямована на боротьбу за незалежність Польщі. Зокрема сприяв отриманню кредитів для польських збройних сил на Заході.

### Смерть і поховання

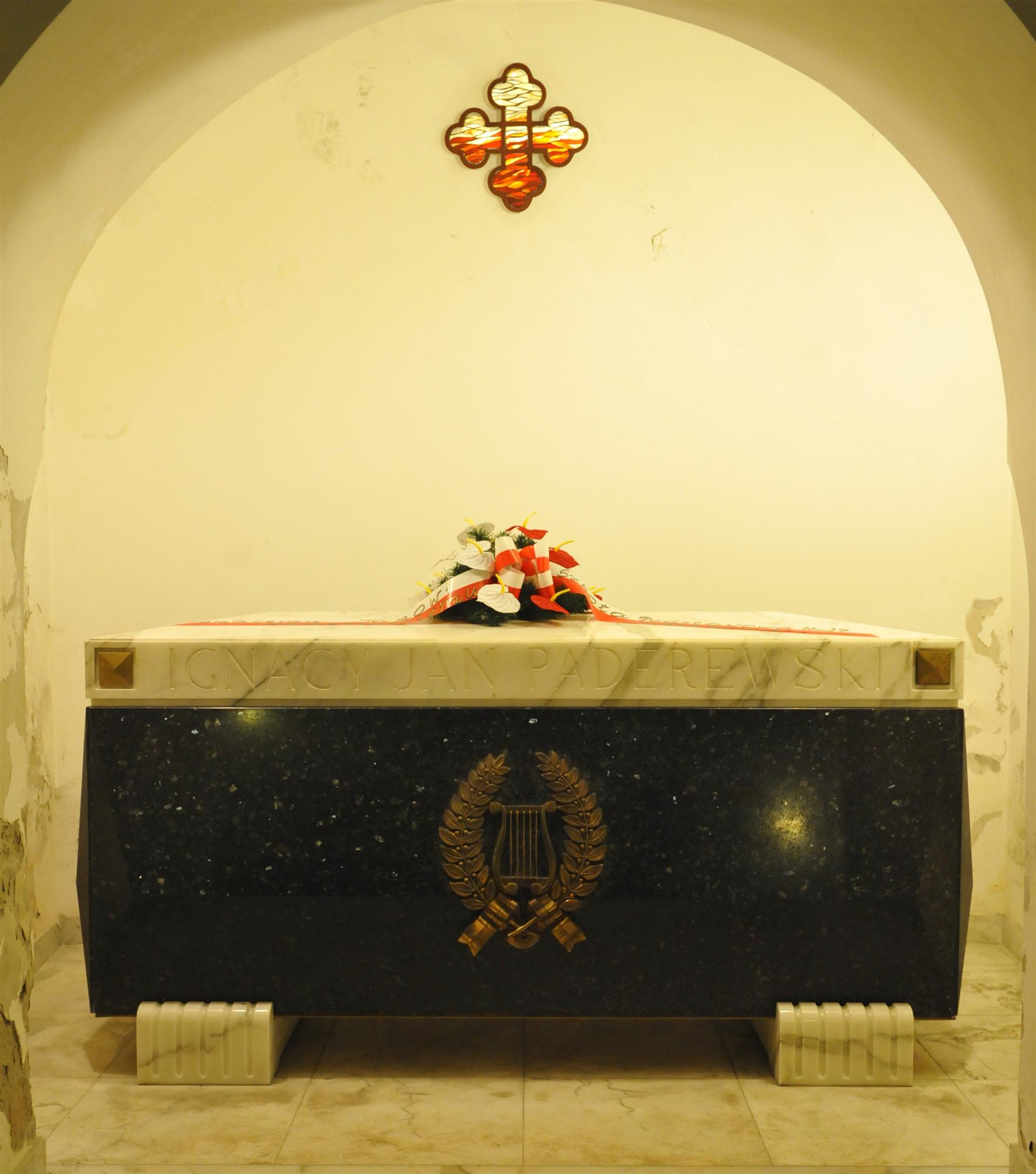
Труна Падеревського в храмі святого Івана Хрестителя

Помер 29 червня 1941 року у Нью-Йорку. З цього приводу генерал Сікорський у наказі № 11 зазначив:

| Польський народ сповнений глибоким сумом пам'яті за І. Падеревським, втрачає з Його відходом від нас назавжди одного з найбільш великих його провідників. Шануймо його пам'ять! |
Початково прах Падеревського було поховано на Арлінгтонському цвинтарі у Вашингтоні, а 1992 році труну з його прахом було перевезено до Польщі і поміщено в Соборі Івана Хрестителя у Варшаві.

## Нагороди і звання
- Virtuti Militari
- Орден Почесного Легіону
- Орден Британської імперії

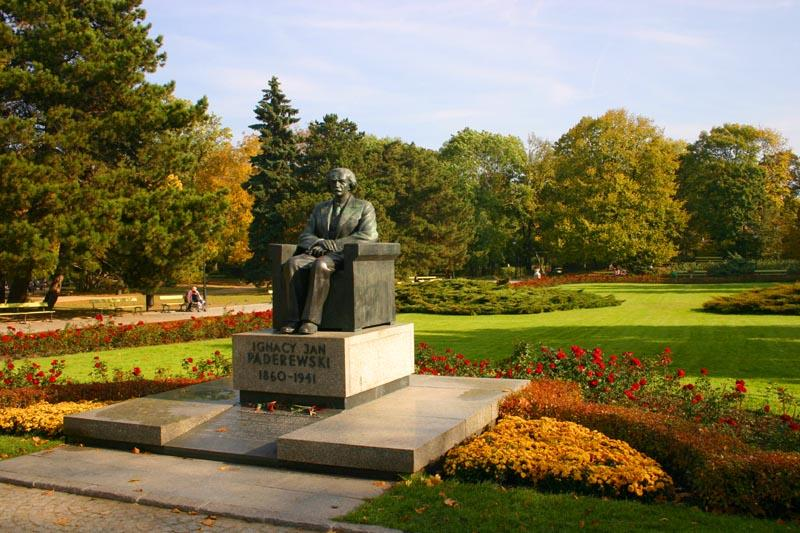
Пам'ятник І. Падеревському в Уяздовському парку (м. Варшава)

- Доктор honoris causa університетів у Львові (1912), Кракові (1919) i Познані (1924), а також ряду американських закладів.
- Почесний громадянин Варшави

## Вшанування пам'яті
- 11 листопада 2003 року у парку імені Генріха Йордана в Кракові відбулося відкриття погруддя Ігнація Падеревського в рамках проєкту «Відомі поляки XX століття».
- 29 жовтня 2010 року Сейм Республіки Польща прийняв постанову, в якій вшанував пам'ять Ігнація Яна Падеревського на честь 150-ї річниці з дня народження. З цієї ж нагоди була випущена поштова марка з фотографією піаніста[7].
- У 2011 році у парафіяльному костелі Пресвятої Трійці міста Хмільник було встановлено меморіальну таблицю на честь Ігнація Яна Падеревського.
- Міжнародний фестиваль «Відкриваємо Падеревського» у Львові[8].